# Obake

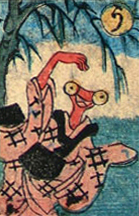

Obake ( お 化 け ) e bakemono ( 化 け 物 ) sono una classe di yōkai, creature preternaturali del folklore giapponese. Letteralmente, i termini significano una cosa che cambia, riferendosi a uno stato di trasformazione o mutamento di forma.
Queste parole sono spesso tradotte come fantasma, ma principalmente si riferiscono a esseri viventi o esseri soprannaturali che hanno assunto una trasformazione temporanea e questi bakemono sono distinti dagli spiriti dei morti. Tuttavia, come uso secondario, il termine obake può essere sinonimo di yūrei, il fantasma di un essere umano deceduto.
La vera forma di un bakemono può essere un animale come una volpe (kitsune), un cane procione (tanuki), un tasso (mujina), un gatto trasformatore (bakeneko), lo spirito di una pianta, come un kodama o un inanimato oggetto che può possedere un'anima nello shintoismo e altre tradizioni animistiche. Gli obake derivati da oggetti domestici sono spesso chiamati tsukumogami.
Un bakemono di solito si maschera da umano o appare in una forma strana o terrificante come un hitotsume-kozō, un ōnyūdō o un noppera-bō. Nell'uso comune, qualsiasi apparizione bizzarra può essere definita un bakemono o un obake, anche se si ritiene che abbia qualche altra forma, rendendo i termini approssimativamente sinonimo di yōkai.